# بیدیا چپاگین
بیدیا چپاگین یا بیدیا چاپاگاین (به انگلیسی: Bidhya Chapagain) (نپالی: विद्या चापागाई) یک روزنامه‌نگار نپالی و همچنین مجری برنامه هرن کاتا (Herne Katha) که یک مجموعه تلویزیونی است، که از مارس ۲۰۱۸ میلادی آغاز شده‌است.

## فعالیت کاری
او به عنوان مجری برنامه گفتگو در برنامه ساجا ساوال (Sajha Sawal) در نپال کار کرد. شرکت در این برنامه را در ژوئیه ۲۰۱۴ آغاز و در ژانویه ۲۰۱۸ ترک نمود و هرن کاتا را بنیانگذاری کرد. پیش از آن او تهیه‌کننده ساجا ساوال بود. وی بیش از یک دهه تجربه خبرنگاری در زمینه رادیو، تلویزیون و روزنامه دارد.

## زندگی شخصی
دوران کودکی بیدیا با پدر و مادرش در گوتاتار، کاتماندو گذشت. او بزرگ شد و به پدر و مادرش در مزرعه‌شان کمک کرد. از شنیدن رادیو با برادرش و خواندن روزنامه در کتابخانه مدرسه‌اش الهام گرفت که روزنامه‌نگار شود. مادرش در کودکی هنگامی که تنها ۱۳ سال داشت ازدواج کرده بود، به همین علت می‌خواست دخترش تحصیلات خوبی داشته باشد لذا همواره حامی و مشوق بیدیا بود.

## تأثیر
وی می‌گوید نقش خانواده در حمایت و تشویق زنان و دختران برای ادامه تحصیلات دختران بسیار مهم است. او به عنوان یک مجری زن همواره زنان را تشویق به مشارکت می‌کند و سوالاتی در این‌خصوص در برنامه ساجا ساوال می‌پرسید.

## جوایز
مردی که یک بار مرد - 'جایزه بهترین مستند' در جشنواره بین‌المللی فیلم کوهستانی کاتماندو (KIMFF 2018) به کارگردانی - بیدیا چاپاگاین و کمال کومار